# 髙橋大悟 (アナウンサー)
髙橋 大悟（たかはし だいご、2000年8月25日 - ）は、テレビ東京のアナウンサー。

## 来歴・人物
大阪府出身。摂南大学を卒業し、2021年に第1回学生アナウンス大賞ファイナリストに選出された。同大学を卒業後の2023年テレビ東京に入社。

## 出演

### テレビ
- TXNニュース（不定期）
- おはスタ（木曜日担当、2024年4月4日 -）
- ウイニング競馬（実況・パドック担当）
- なないろ日和（水・木・金曜日担当）